# Tagès
Tagès ist ein CD-/DVD-Kopierschutz, der hauptsächlich in der Spielebranche genutzt wird.
Eine Besonderheit von Tagès ist, dass der Schutz bestimmte Teile der geschützten Anwendung freigeben kann, sodass dieses Programm zum Teil noch eingeschränkt funktioniert.
Mit Tagès geschützte Medien enthalten sogenannte TWIN-Sektoren. Das bedeutet, dass diese Sektoren doppelt auf der CD/DVD enthalten sind, jedoch handelt es sich in Wahrheit um kein Duplikat, sondern um einen inhaltlich abweichenden Sektor, der lediglich dieselbe Nummer hat. Da beim Auslesen der CD/DVD jeder Sektor nur einmal gelesen wird, wird in der jeweiligen Leserichtung nur der erste der Doppelsektoren gelesen, der zweite wird für identisch gehalten und übersprungen.
Beim Kopierschutzcheck werden diese Sektoren nun gezielt einmal in normaler Leserichtung und einmal rückwärts gelesen, wodurch sich bei der Original-CD/DVD eine Abweichung ergibt, da beim Auslesen in umgekehrter Richtung das nur scheinbar identische Sektorduplikat gelesen wird.
Beim Anfertigen einer Kopie wird die Quell-CD/DVD nämlich nur in einer Richtung gelesen, weshalb bei einer solchen der Sektor in beiden Leserichtungen identisch ist.
Tagès wird mit der Installation der geschützten Software in der Regel ohne das Wissen des Benutzers mitinstalliert und verrichtet dann im Hintergrund seine Dienste.
Ähnlich den Kopierschutzverfahren SecuROM und StarForce, die versteckte Dienste installieren, kann es durch Tagès zu Komplikationen mit anderen Treibern oder Peripheriegeräten kommen, die zu Systeminstabilität oder gar zur Verhinderung der korrekten Funktion legitimer Software führen können.
Eine weitere Besonderheit besteht darin, dass sich durch ein offiziell bereitgestelltes Programm die Dienste einfach installieren oder entfernen lassen, ohne dass hierfür ein Neustart des Systems erforderlich ist. Damit ermöglicht es dem Benutzer selbst zu entscheiden, ob er diese Dienste in Anspruch nehmen möchte oder nicht.
Einige der mit Tagès geschützten Software-Pakete:
- Anno 1404 (mit Patch 1.1 entfernt und mit Patch 2.1 wieder eingeführt)
- Anno 1701
- Anno 2070
- Assassin’s Creed
- Beyond Good & Evil
- Caillou  – Auf Schatzsuche
- Caillou – Die lustige Geburtstagsfeier
- Caillou – Entdeckt die 4 Jahreszeiten
- Caillou – Kindergarten
- Caillou – Vorschule
- Codename: Panzers – Cold War
- Geheimakte Tunguska
- Gothic 3 (mit Community-Patch 1.5.2 entfernt)
- Hard to be a God
- Jack Keane
- Legend: Hand of God
- Lemure
- Moto Racer 3
- ParaWorld
- Risen (mit Patch 1.11 entfernt[3])
- Die Siedler – Aufstieg eines Königreichs (Durch Patch wird Kopierschutz abgeschaltet)
- Simon the Sorcerer: Chaos ist das halbe Leben
- Spellforce 2 Dragon Storm
- The Whispered World
- The Witcher (mit Patch 1.5 entfernt)
- X³: Terran Conflict (Durch Patch wird Kopierschutz abgeschaltet)
- XIII
- RTL Biathlon 2008